# Danny Jacobs
Daniel Charles "Danny" Jacobs, Jr. (Detroit, Michigan, 7 de juliol de 1968) és un actor, còmic, i actor de doblatge estatunidenc.

## Filmografia
- Get the Hell Out of Hamtown (1999)
- Full Blast (veu) (1997)
- Grounds Zero (2006)
- The Mikes (2006)
- Babylon (2007)
- Mad Men (2007)
- Epic Movie (2007)
- Humboldt County (director / guionista) (2008)
- Madagascar: Escape 2 Africa (veu) (2008)[1]
- Batman: Year One (veu) (2011)
- Justice League: Doom (veu) (2012)
- Els Pingüins de Madagascar: La Pel·lícula (veu) (2014)